# Редстрик
Редстрик или Редстрейк (англ. Redstreak)— сорт сидровых яблок, ранее широко выращивавшийся в Англии.
Иногда его называют херефордширский Редстрик или старый Редстрик, чтобы отличать от сорта сомерсетский Редстрик и других с похожим названием.

## История
Считается, что сорт впервые появился в начале XVII века; Джон Ивлин записал, что изначально он назывался «Скудаморский краб» (англ. Scudamore Crab), поскольку его активно выращивал дипломат и политик Джон Скудамор, 1-й виконт Скудамор. Усилия Скудамора по выращиванию более качественных фруктовых деревьев в его поместье в Холм-Лейси были попыткой создать сорт, из которого будет получаться сидр сравнимый с превосходным французским сидром, доступным в то время. Скудамор был послом во Франции и, предположительно, вырастил этот сорт яблок из привезённой оттуда косточки.
В XVII веке сорт Редстрик (так позже стали называть яблоки) стал известен как лучший сорт яблок для сидра в Англии и послужил источником репутации Херефордшира как ведущего региона по производству сидра в стране. Сам Скудамор способствовал популяризации напитка, заказав для него высокие элегантные бокалы с гравировкой своего и королевского гербов и наладив крупномасштабное производство в Холм-Лейси, где сидр разливался по бутылкам и хранился в погребах с водяным охлаждением.
Некоторое время сидр, приготовленный из яблок сорта Редстрик, продавался по необычайно высоким ценам – сравнимым с ценами на лучшее импортное вино, – но к концу XVIII века популярность сорта уже пошла на спад. К XIX веку, как сообщалось, Редстрик практически исчез, как и Стайр, другой некогда известный сорт яблок для сидра, который пострадал от очевидного снижения качества и урожайности. В книге Томаса Найта «Помона Герефордская» (1811; англ. Pomona Herefordiensis) отмечалось, что «деревья Редстрик теперь больше не размножаются; а плоды, как и сами деревья, страдают от старости сорта и в значительной степени сохранили те качества, которым он был обязан своей прежней славой».
Снижение качества могло произойти у старых сортов яблок, поскольку вирусы постепенно накапливались в их тканях и передавались в процессе размножения, что приводило к всё большему негативному влиянию на урожайность, силу роста и даже вкус.
Яблоки сорта «херефордширский Редстрик» в настоящее время доступны в некоторых питомниках, но неясно, связаны ли они с изначальным сортом, который, возможно, уже вымер.

## Характеристика
Уильям Маршалл в своих «Наблюдениях за садоводством и производством фруктовых ликёров в Херефордшире» (англ. Observations on the Management of Orchards and Fruit Liquor in Herefordshire) конца XVIII века отмечал, что сохранилось лишь «несколько старых деревьев» сорта «старый Редстрик», а плоды были «маленькими, округлыми, бледно-жёлтого цвета, с многочисленными едва заметными красными прожилками; мякоть плотная, сочная, а при созревании – с тонким ароматом». Внешний вид дерева описывался как «необычайно неуклюжий [...], неровный и некрасивый».
Сорт Редстрик классифицировался как «горько-сладкий» сорт сидра и действительно был первым из горько-сладких сортов, появившихся в Англии: именно из него было выведено второе поколение горько-сладких (или «французских») сортов, таких как «Dymock Red».